# ジョン・ビアード

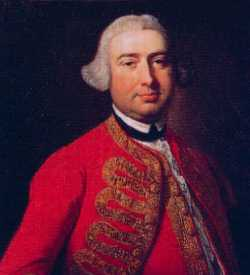
ビアードの肖像

ジョン・ビアード（John Beard、1715年10月6日受洗 - 1791年2月5日）は、イギリスのテノール歌手、舞台俳優。1730年代半ば以降のほとんどのヘンデル作品で主要なテノール歌手として歌った。

## 生涯
ビアードのデビュー前に関する情報はほとんどなく、生年も明らかでなかったが、ジェンキンズが2012年に出版したビアードの伝記によると1715年10月6日のロンドンの受洗記録があるという。1727年にセント・ジェームズ宮殿のチャペル・ロイヤルの少年聖歌隊員として雇われ、バーナード・ゲイツ (Bernard Gates) に訓練を受けた。1732年のヘンデルの47歳の誕生日記念にゲイツが『エステル』を上演した際に参加している。
声変わりしたために1734年に聖歌隊から離れたが、早くも同年11月にコヴェント・ガーデン劇場で再演されたヘンデルのオペラ『忠実な羊飼い』でシルヴィオ役を演じている。当時ヘンデルはライバルの貴族オペラに主要なイタリア人歌手を引き抜かれており、ビアードはそのかわりに起用された。
ビアードは1735年の『アリオダンテ』初演ではルルカニオ役、『アルチーナ』初演では軍の将軍役を演じた。ビアードは10曲のヘンデルのオペラに出場した。当時のオペラでは男性主役はカストラートにまわされるのが普通であり、ヘンデルのオペラでも主役はイタリア人が歌ったが、それ以外はイギリス人に回されることが多くなった。ビアードはまた頌歌『アレクサンダーの饗宴』（1736年）、『快活の人、沈思の人、温和の人』（1740年）、オラトリオ『サウル』（1739年）、『エジプトのイスラエル人』（1739年）などの主要テノール歌手であった。
1737年にヘンデルが病気で倒れた後、ビアードはドルリー・レーン劇場と3年間の契約を結び、8月にチャールズ・コフィーのバラッド・オペラ『The Devil to Pay』でデビューした。同年10月の『ベガーズ・オペラ』再演ではマクヒースを演じた。
ビアードは1739年に初代ウォルドグレイヴ伯爵であるジェームズ・ウォルドグレイヴの娘で第2代ポウィス侯爵ウィリアム・ハーバードの息子のエドワード・ハーバートの未亡人であるヘンリエッタと結婚した。俳優と貴族の結婚は当時のスキャンダルになった。結婚後の1740-1741年には舞台に出ていないが、その後に復帰した。
1743年から1748年までコヴェント・ガーデン劇場（ロイヤル・オペラ・ハウスの前身）でヘンデルの作品の歌手として働いた。ビアードは同年3月の『メサイア』のロンドン初演でテノール独唱歌手をつとめた。同年初演された『サムソン』から1747年の『ユダス・マカベウス』までのヘンデルのオラトリオではテノールが男性主役をつとめることが多く、そのほとんどをビアードが歌った。
1748年から1751年まではドルリー・レーン劇場に移り、支配人デイヴィッド・ギャリックのもとでウィリアム・ボイスの英語オペラ『The Chaplet』などに出演した。なお、ビアード不在の間のヘンデルのオラトリオでは男性主役はイタリア人のメゾソプラノ歌手であるカテリーナ・ガッリ (Caterina Galli) が歌うことが多かった。
1752年にはふたたびヘンデルのオラトリオ『イェフタ』でタイトルロールのイェフタを歌った。この作品はヘンデルが新たに書いた最後のオラトリオ作品になった。その後も1759年にヘンデルが没するまでヘンデルのオラトリオを歌った。
妻のヘンリエッタが1753年に没した後、コヴェント・ガーデン劇場の支配人であるジョン・リッチの娘のシャーロットと1759年に再婚した。1761年にジョン・リッチが没した後はビアードが支配人を引き継いだが、その後も引退する1767年までは歌い続けた。
1791年にミドルセックスのハンプトンで没した。